# Божје дрвце
Божје дрвце (лат. Artemisia abrotanum) је трајна, лековита, зељаста биљка из рода пелина (Artemisia), који припада породици главочика (Asteraceae) .

## Други називи
Бродњак, ципер, ципер дивљи, цитронела, горки пелин, комуника, мирисни пелин, лимунов пелин, рутвица, вунасти кравјак и вртни или баштенски пелин, абарат, абрет, акшенац ситни, акшенац удовички, ботуран, божја метица, бродан, бродица, бротан, древинка, дрјевина, дрвце, невен турски, охсјенац питоми, осинак, осјенац питоми, пелин, пелин блатски, пелин божје дријево, пелин мирисни мушки, срчано зеље, зеље од гујах, ждрибац.

## Опис
Стабло му је дрвенасто и достиже висину до 1 метра. Грана се са троструко уско раздељеним листовима, који су са доње стране меко длакави и ситним двополним, жути и главичастим цветићима у облику цвасти.
Цвета у јулу и августу. Може бити самоникло, поред потока, река и на запуштеним земљиштима или се гаји у баштама.
Ако се листови протрљају међу прстима ослобађа се мирис налик мешавини лимуна и пелина. Садржи етерична уља, танин, алкалоид абротин, горке материје.
Божје дрвце је антихистерик, антихелметик, антипиретик, антисептик, антибактерик, амарум, еманогог, диуретик, дерметик, холагог, инсектицид, неуротоник, седатив, стомахик, тоник ексцитанс и вермифуг.

## Инсектицид
Као инсектицид користи се за истеривање мољаца из воћњака.

## Исхрана
Божје дрвце је традиционални стари зачин за разна јела, као и додатак у изради пива.

## Медицинске сврхе
За лечење се користе гранчице у фази цветања. Суше се, у сенци, на топлом и проветреном месту. Од њих може да се припреми чаја, тинктуре, купка или сок.
У прошлости се користио за лечење туберкулозе потрбушнице, праћене асцитесом.
Чај и тинктура се препоручују против акутне упале црева, за подстицање апетита, регулисање опстипације (затвора), код грознице, жутице и других болести јетре, бубрега, као добар диуретик.
С обзиром да абротин снижава температуру, чај се примењује и код тегоба дисајних органа, катара бронха и плућа, астме, туберкулозе. Код бронхитиса и кашља чај је делотворнији са медом. Регулише и менструалне тегобе, било да се ради о појачаном или смањеном крварењу.
Такође помаже за чишћење коже, лечење кожних болести или након убода инсеката, мазањем и утрљавањем.
Као противотров прашак биљке се меша с винским сирћетом, а користио се и код уједа паука и шкорпије.
Биљне купке са гранчицама божјег дрвцета опуштају тело и смирују живце, због чега се посебно препоручују код психичких обољења, а као седативно дејство има и чај.
Сок из уситњене биљке нанете у виду каше помаже у случају грчења тетива и делова екстремитета и појаве чворова на тим местима. Исцеђени сок од свеже биљке се може користити за исте намене.
Сок помешан са алкохолом, у сразмери 2 према 1, дуже да траје, а користи се за кожне промене.
У контакту са овом биљком код неких особа изазива алергије, не препоручује се ни трудница у било ком облику.